# Wawrzyniec Gembicki

POL COA Nałęcz

Wawrzyniec Gembicki (5 de agosto de 1559 – 10 de fevereiro de 1624) foi um prelado católico romano que atuou como arcebispo de Gniezno (1616-1624), como bispo de Włocławek (1610-1616) e como bispo de Chelmno (1600-1610).

## Biografia
Wawrzyniec Gembicki nasceu em Gembitz, Polônia, em 5 de agosto de 1559. Em 10 de novembro de 1600, foi nomeado como Bispo de Chelmno durante o papado do Papa Clemente VIII. Em 1 de abril de 1601, foi consagrado bispo por Claudio Rangoni. Em 19 de abril de 1610, foi nomeado durante o papado do Papa Paulo V como Bispo de Włocławek. Em 14 de março de 1616, foi nomeado durante o papado do Papa Paulo V como Arcebispo de Gniezno. Ele serviu como Arcebispo de Gniezno até a data de sua morte, em 10 de fevereiro de 1624. Enquanto bispo, ele foi o consagrante principal de Jan Wężyk, bispo de Przemyśl (1620).